# SLC25A3
SLC25A3 (англ. Solute carrier family 25 member 3) – білок, який кодується однойменним геном, розташованим у людей на короткому плечі 12-ї хромосоми.  Довжина поліпептидного ланцюга білка становить 362 амінокислот, а молекулярна маса — 40 095.
| 10         |  | 20         |  | 30         |  | 40         |  | 50         |
| ---------- |  | ---------- |  | ---------- |  | ---------- |  | ---------- |
| MFSSVAHLAR |  | ANPFNTPHLQ |  | LVHDGLGDLR |  | SSSPGPTGQP |  | RRPRNLAAAA |
| VEEQYSCDYG |  | SGRFFILCGL |  | GGIISCGTTH |  | TALVPLDLVK |  | CRMQVDPQKY |
| KGIFNGFSVT |  | LKEDGVRGLA |  | KGWAPTFLGY |  | SMQGLCKFGF |  | YEVFKVLYSN |
| MLGEENTYLW |  | RTSLYLAASA |  | SAEFFADIAL |  | APMEAAKVRI |  | QTQPGYANTL |
| RDAAPKMYKE |  | EGLKAFYKGV |  | APLWMRQIPY |  | TMMKFACFER |  | TVEALYKFVV |
| PKPRSECSKP |  | EQLVVTFVAG |  | YIAGVFCAIV |  | SHPADSVVSV |  | LNKEKGSSAS |
| LVLKRLGFKG |  | VWKGLFARII |  | MIGTLTALQW |  | FIYDSVKVYF |  | RLPRPPPPEM |
| PESLKKKLGL |  | TQ         |  |            |  |            |  |            |

A: Аланін

C: Цистеїн

D: Аспарагінова кислота

E: Глутамінова кислота

F: Фенілаланін

G: Гліцин

H: Гістидин

I: Ізолейцин

K: Лізин

L: Лейцин

M: Метіонін

N: Аспарагін

P: Пролін

Q: Глутамін

R: Аргінін

S: Серин

T: Треонін

V: Валін

W: Триптофан

Задіяний у таких біологічних процесах як транспорт, симпортний транспорт. 
Локалізований у мембрані, мітохондрії, внутрішній мембрані мітохондрії.